# Pump Up the Jam
"Pump Up the Jam" é a canção de abertura do álbum Pump Up the Jam: The Album do grupo Technotronic. O single tornou-se um hit mundial, alcançando, entre 1989 e 1990, a primeira posição na Bélgica, Islândia, Portugal e Espanha, além da segunda posição no Reino Unido e nos Estados Unidos. Posteriormente, recebeu a certificação de platina triplo.
"Pump Up the Jam" apresenta uma fusão de elementos do hip hop e de deep house, sendo um dos primeiros exemplos do gênero hip house.
A música tornou-se a primeira do mercado americano de break a alcançar o mainstream da indústria. Em 2005, foi remasterizada e mixada pelo produtor musical D.O.N.S.
Em 2019, a música esteve na trilha sonora e na abertura da novela Verão 90, da Rede Globo.

## Covers
Ainda em 1989, M.C. Sar & The Real McCoy lançaram uma regravação de "Pump Up the Jam" que alcançou a 16ª posição na Alemanha e a 100ª nos Países Baixos. Em 1990, a canção foi parodiada em língua alemã como Pump ab das Bier ("Pump away the beer!", em inglês) por Werner Wichtig, nome artístico de Raimund Thielcke. O programa de TV infantil americano Kids Incorporated também regravou a canção. Em 1992, "Weird Al" Yankovic fez uma versão polca da música no medley "Polka Your Eyes Out". O single também foi sampleado na canção Da pump de Da Tekno Warriors em 1998. Foi remixada por Crazy Frog no disco de 2005 Crazy Frog Presents Crazy Hits. O DJ de techno-trance Sander van Doorn remixou a faixa em 2006. A banda canadense The Lost Fingers regravou uma versão em seu disco de 2008 Lost In The 80s. A islandesa FM Belfast realizou um cover mais lento do single no mesmo ano. Em 2009, foi sampleado pelo rapper Pitbull na canção "B-Day Suit". O grupo colombiano Bomba Estéreo lançou uma versão bilíngue em 2011 chamada "Ponte Bomb." Em 2013, a canção foi regravada pelo grupo de DJs Bodybangers.

## Lista de músicas
| - US/Canada 45 rpm – SBK B-07311 1. Pump Up The Jam – 3:36 2. Pump Up The Jam (Instrumental) – 3:25 - 4-track 1. 7" Version – 3:38 2. Vocal Attack – 5:26 3. Jam Edit Mix – 4:58 4. Original Mix – 5:03 - 5-track 1. Tin Tin Out Of the Radio Mix – 3:52 2. Dancing Divaz Radio Mix – 3:51 3. London Jam – 4:58 4. Tin Tin Out Of the Club Mix – 7:16 5. Dancing Divaz Master Mix – 5:33 - 8-track 1. Dancing Divas Radio Mix – 3:52 2. Dancing Divas Master Mix – 5:35 3. Sequential One Club Mix – 5:16 4. Tin Tin Out Club Mix – 7:17 5. Sequential One Radio Mix – 3:36 6. Tin Tin Out Radio Mix – 3:52 7. Sol Brothers Pumpin Mix – 8:19 8. Pulsar Village Mix – 5:52 - Remixes 1. U.S. Mix – 6:53 2. Sunshine Mix – 4:39 3. Hithouse Mix – 7:52 4. The Punami Mix – 6:18 5. Todd Terry Dome Mix – 5:24 6. Top FM Mix – 4:41 7. Vocal Attack Mix – 5:22 8. B-Room Mix – 4:52 | - The Remixes 1. U.S. Mix by David Morales - 6:56 2. Sunshine Mix by David Morales - 4:41 3. Hithouse Mix by Peter "Hithouse" Slaghuis - 7:56 4. Top FM Mix by Kevin J. & R. Cue - 4:44 5. The Punami Mix by The Wing Command - 6:20 6. B-Room Mix by David Morales - 4:53 7. Manouche Jazz Remix by The Lost Fingers - 3:49 - '96 1. Tin Tin Out Radio Mix - 3:51 2. Sol Brothers Pumpin' Mix - 8:18 3. Dancing Divas Mix - 8:12 4. Seventies Jam Part 2 - 5:28 5. Sol Brothers Deep Vocal Mix - 7:58 6. Pulsar Village Mix - 5:50 - The Sequel 1. Tin Tin Out Radio Mix - 3:51 2. Sequential One Radio Mix - 3:34 3. Pulsar Radio Mix - 3:15 4. Village Mix - 5:51 5. Dancing Divaz Master Mix - 5:34 6. Sequential One Club Mix - 5:15 |

## Certificações
| País          | Certificação | Data                   | Vendas Verificadas |
| ------------- | ------------ | ---------------------- | ------------------ |
| Países Baixos | ouro         | 1990                   | 40.000             |
| Reino Unido   | ouro         | 1 de janeiro de 1990   | 400.000            |
| EUA           | Platina      | 13 de dezembro de 1989 | 1.000.000          |

## Paradas
| Paradas (1989-1990)                  | Posição       |
| ------------------------------------ | ------------- |
| Australian ARIA Singles Chart        | 4             |
| Austrian Singles Chart               | 2             |
| Canadian Singles Chart               | 4             |
| Dutch Mega Top 100                   | 2             |
| French SNEP Singles Chart            | 7             |
| German Singles Chart                 | 2             |
| Norwegian Singles Chart              | 5             |
| Swedish Singles Chart                | 4             |
| Swiss Singles Chart                  | 2             |
| UK Singles Chart                     | 2             |
| U.S. Billboard Hot 100               | 2             |
| U.S. Billboard Hot R&B/Hip Hop Songs | 10            |
| U.S. Billboard Hot Dance Club Play   | 1             |
| Chart (1996) ¹                       | Peak position |
| UK Singles Chart                     | 36            |
| Chart (1998) ²                       | Peak position |
| Austrian Singles Chart               | 34            |
| German Singles Chart                 | 25            |
| Chart (2005) 3                       | Peak position |
| Belgian (Flanders) Singles Chart     | 46            |
| Finnish Singles Chart                | 11            |
| German Singles Chart                 | 72            |
| Irish Singles Chart                  | 25            |
| UK Singles Chart                     | 22            |

| End of year chart (1990) | Position |
| ------------------------ | -------- |
| Australian Singles Chart | 27       |
| Swiss Singles Chart      | 17       |
| U.S. Billboard Hot 100   | 13       |